# Az alteregók (Így jártam anyátokkal)
Az alteregók az Így jártam anyátokkal című amerikai televízió-sorozat ötödik évadának huszonnegyedik, évadzáró epizódja. Eredetileg 2010. május 24-én vetítették, míg Magyarországon 2010. november 8-án.
Ebben az epizódban Marshall és Lily úgy érzik, készen állnak a gyerekvállalásra, mivel felbukkant Barney alteregója. Robinnak felajánlanak egy állást Chicagóban, és nem tudja, mihez kezdjen. 

## Cselekmény
Korábban Marshall és Lily alkut kötöttek: akkor állnak készen a gyerekvállalásra, ha az Univerzum megküld egy jelet, ami az, hogy látják az utolsó alteregót is: Barney-ét. Egy nap aztán kiszúrják a hasonmást: egy taxisofőrt, akinek ki van szőkítve a haja. Ahogy erről beszélnek a bárban, elhatározzák, hogy megviccelik Tedet: rászedik, hogy szőkítse ki ő is a haját. Később Marshall ismét találkozik az alteregóval, és köszönni akar neki, de ekkor meglátja, hogy az illető nem is hasonmás, hanem Barney álruhában. Az a terve, hogy taxisofőrként nőket fuvaroz az ENSZ-székházból, hogy meglegyen neki egy-egy nő a világ összes országából. Korábban azért nem tűnt fel nekik a trükk, mert Barney nagyon alapos. Marshall nem akarja elmondani Lilynek, mire jött rá, de ő végül mégis megtudja.
Robinnak eközben felajánlják álmai állását a rivális WNKW televíziónál. A gond csak az, hogy ezért Chicagóba kellene költöznie, amit ő nem szeretne – de ezt a Donnal való kapcsolata is megsínyli. Mikor Barney ezt megtudja, úgy gondolja, mégse lenne olyan rossz a banda számára ez a gyerekvállalás, így egy észt zsonglőrnek öltözik, hogy Lily azt hihesse, mégis megvan az alteregó. Lily és Mashall gyorsan átlátnak a trükkön, de megköszönik neki, amiért ilyen figyelmes.
Eközben Robin megtudja, hogy Don elfogadta ugyanazt az állást, amire őt hívták. Csalódott, mert Don nem volt képes érte lemondani erről, ezért szakít vele, majd visszaköltözik Tedhez. Ted azt mondja, hogy miközben keresték az alteregókat az öt év során, ők maguk is megváltoztak, és tulajdonképpen saját maguk alteregói lettek. Ted megvigasztalja Robint, majd már majdnem csókolózni kezdenek, amikor Robin leveszi Ted sapkáját és elneveti magát – Jövőbeli Ted szerint a szőkített haja rengeteg kínos pillanattól óvta meg így őket.
Négy hónappal később Lily meglát egy perecárust, aki kiköpött Barney, ezért szól a többieknek is. Habár szerintük a férfi egyáltalán nem is hasonlít, a többiek helyeselnek, és végre Lily is készen áll a gyerekvállalásra.

## Kontinuitás
- „A lila zsiráf” című epizódban Robin még a karriert helyezte előtérbe a társas kapcsolatok helyett.
- Lily és Marshall a „Robotok a pankrátorok ellen” című részben kötöttek alkut.
- Amikor Ted arról beszél, mennyi minden történt velük az elmúlt öt év során, „A kezdetek” című részből láthatóak jelenetek.
- A banda tagjai ismét telepatikusan beszélgetnek.
- A többiek arra célozgatnak, mi áll jól és mi nem Tednek, utalva a piros cowboycsizmára „A költözés” című részből.

## Jövőbeli visszautalások
- Barney igazi alteregóját, Dr. John Stangel nőgyógyászt a „Rossz hír” című részben találják meg.
- Lily az „Elfogadom a kihívást” című részben esik teherbe, és „A mágus kódexe” című dupla részben születik meg a gyerekük.
- Hogy mi áll jól Tednek és mi nem, a „Nem sürgetlek” című rész témája lesz még, amikor a kopaszságáról beszélnek.
- A „Valami új” című részben kiderül, hogy Ted is Chicagóba költözne egy munka miatt.

## Érdekességek
- Tedet a szőke haja miatt sok mindenkihez hasonlítgatják. Az eredeti változathoz képest történt némi módosítás a magyar szinkronban: Tedet Marshall „a Scooter-énekeshez” hasonlítja Ellen DeGeneres helyett. Amikor pedig Barney vicceket süt el a haja miatt Ted kárára, látható, hogy a papír, amiről olvas, valójában üres.
- A „Valami kék” című részben Barney azt állította, hogy lefeküdt egy argentin cserediákkal. Ebben az epizódban viszont a térképen nincs megjelölve Argentína, amikor a hódításairól beszél.
- Barney az „Arrivederci, Fiero” című részben még nem tudott autót vezetni, itt viszont taxisofőr.

## Zene
- A Fine Frenzy - Lifesize
- Johannes Brahms - Magyar táncok

## Vendégszereplők
- Benjamin Koldyke - Don Frank
- Bonnie Bailey-Reed - Flo
- Brianna Belladonna - Petra
- Brian Huskey - Sal
- Bette Rae - Margaret
- Mina Kim - koreai nő